# Gare de Decazeville
La gare de Decazeville est une gare ferroviaire terminus, fermée et détruite, de la courte ligne de Viviez à Decazeville, déclassée et remplacée par une voie routière. Elle disposait en fait de trois installations, la gare voyageurs de Decazeville-centre, le point d'arrêt de Decazeville-Fontvergnes et la gare marchandise de Decazeville-Fontvergnes qui marquait le terminus de la ligne. La gare voyageurs était située à l'extrémité de la rue Alexandre-Bos et le point d'arrêt et la gare marchandises dans le quartier Fontvergnes près de l'usine, à Decazeville, dans le département de l'Aveyron en France.

## Situation ferroviaire
Établie à 216 mètres d'altitude, la gare de Decazeville-centre était située au point kilométrique (PK) ? sur l'embranchement de Viviez à Decazeville, après la gare d'embranchement de gare de Viviez au pk 258,528 de la ligne de Capdenac à Rodez et avant le point d'arrêt de Decazeville-Fontvergnes qui précédait la gare marchandise.

## Histoire
La desserte de cette zone minière et sidérurgique est demandée par les exploitants et les industriels. La concrétisation vient de la Compagnie du chemin de fer Grand-Central de France qui accepte de créer un embranchement pour faire venir le chemin de fer de Viviez à Decazeville. La compagnie fait faillite avant la fin du chantier qui est repris par la Compagnie du chemin de fer de Paris à Orléans (PO),.
Le train dessert Decazeville le 30 août 1858, lorsque le PO, ouvre à l'exploitation sa courte ligne d'embranchement de Viviez à Decazeville, ou elle dessert l'usine et le quartier de Fontvergnes. Rapidement cet emplacement de la gare éloigné du centre pose problème et le conseil général émet un vœu en 1860 pour son déplacement sur un site plus favorable.

Les gare de Decazeville
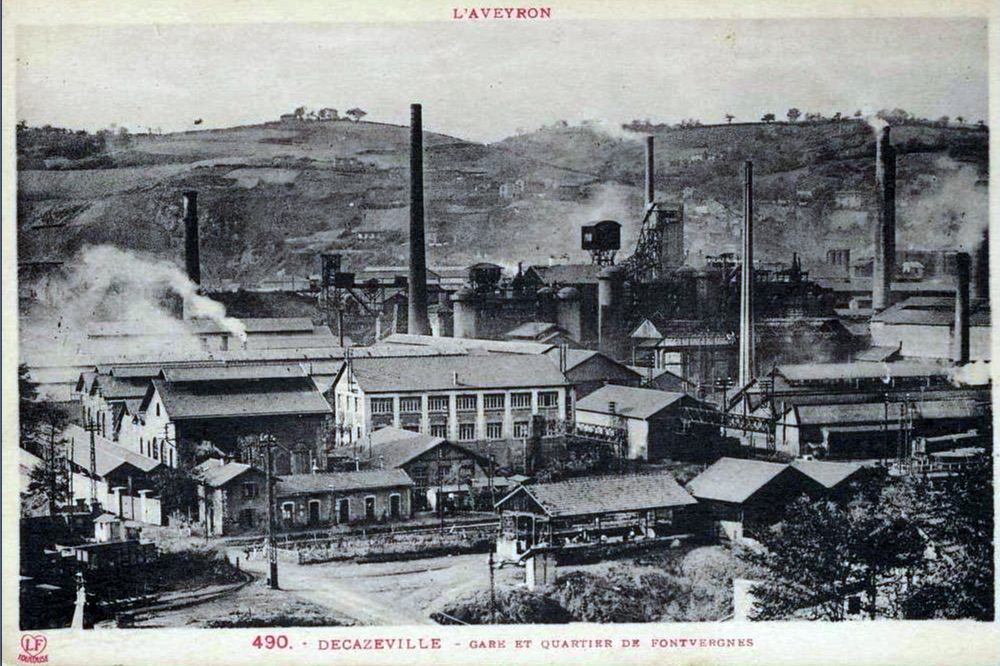
Voyageurs à Fontvergnes.
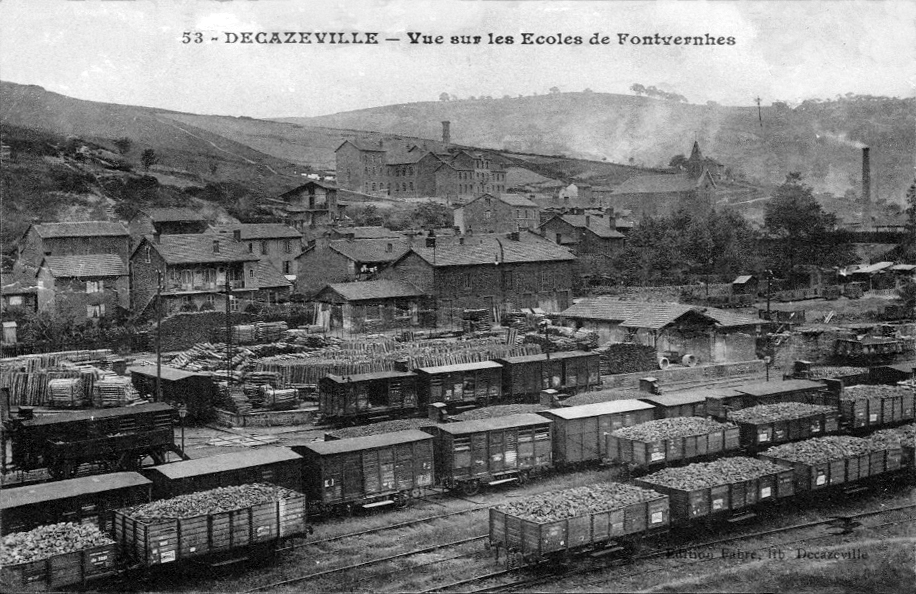
Marchandises à Fontvergnes.
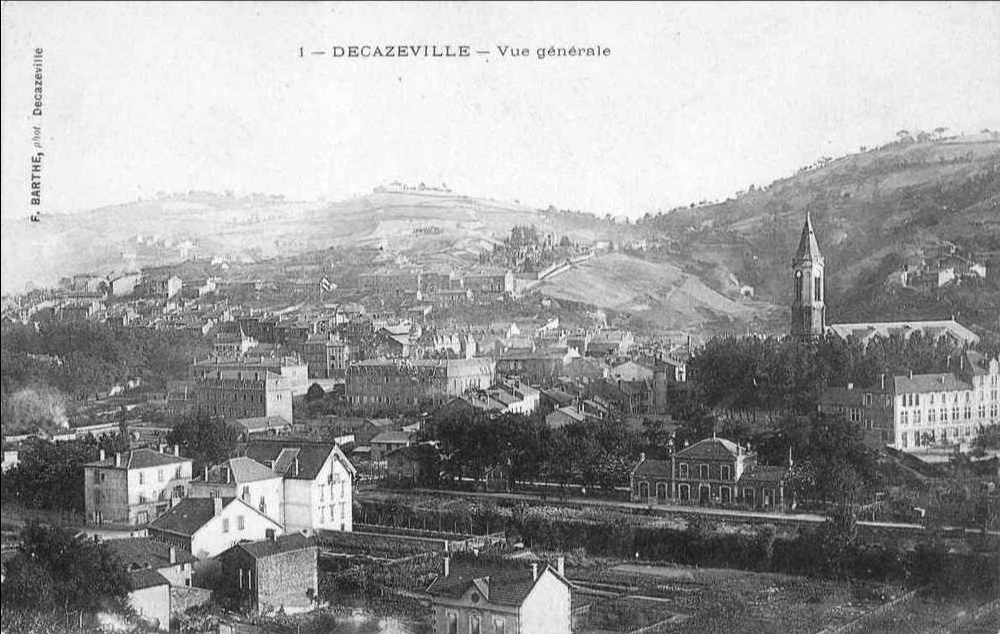
Voyageurs centre-ville.

La demande aboutit à la construction de la gare voyageurs de Decazeville centre, à l'extrémité de la rue Alexandre-Bos